# Jan Pieterse
Johannes Aloysius Maria „Jan“ Pieterse (* 29. Oktober 1942 in Oude Tonge) ist ein ehemaliger niederländischer Radrennfahrer und Olympiasieger.
Als Amateur errang Jan Pieterse mehrere Siege bei kleineren Rennen. 1962 wurde er Zweiter in der 9-Provinzen-Rundfahrt. 1963 gewann er die Österreich-Rundfahrt. 1964 startete er bei den Olympischen Sommerspielen in Tokio und gewann gemeinsam mit Evert Dolman, Gerben Karstens und Bart Zoet die Goldmedaille im Mannschaftszeitfahren. Im Einzel-Straßenrennen wurde er 42. Kurz vor den Olympischen Spielen war er niederländischer Meister im Mannschaftszeitfahren geworden und hatte damit den einzigen nationalen Titel seiner Laufbahn errungen. In der Olympia’s Tour 1964 hatte er eine Etappe gewonnen. Von 1965 bis 1967 war er Profi, jedoch ohne größeren Erfolg.